# Reglament provisori de 1815 (Uruguai)
El reglament provisori de 1815 de la campanya i seguretat dels seus hisendats va ser un reglament disposat per Artigas per regularitzar i millorar la situació social i econòmica existent en aquell moment a la Banda Oriental, actual Uruguai, emès el 20 de setembre de 1815.

## Història

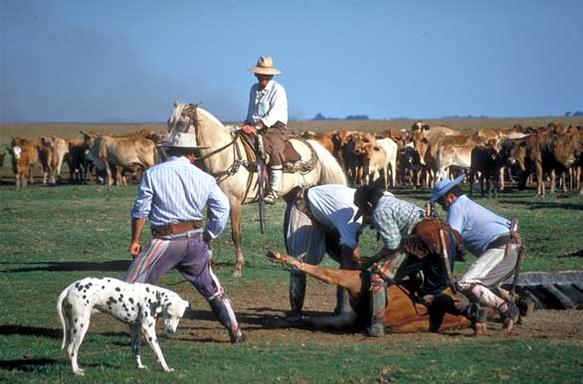
Ambient rural de l'època.

Un cop assolit el poder de la Província Oriental i de la ciutat de Montevideo, Artigas va desenvolupar una de les seves mesures de govern més destacades, la qual va establir normes per a la recuperació econòmica de la província (devastada per la guerra), però amb problemes que venien sent arrossegats per més de 300 anys de governs monàrquics descurats que governaven sense respectar els interessos econòmics generals per benefici propis. Aquests problemes eren coneguts comunament com a Arranjament dels Camps.
Per la realització d'aquest reglament, Artigas es va basar en les possibles solucions donades al problema per tècnics i especialistes entre els quals destaquen: Félix de Azara, La Sarria i Pacheco.
Aquests, principalment Azara, van assenyalar que la tinença de les terres era propietat de les persones producte de regalies o mercès dels reis o autoritats o bé en incentiu per als primers pobladors. Aquests camps es trobaven sense encerclament i els animals sense marcar, la qual cosa va fomentar l'aparició de les grans explotacions extensives; latifundis o les també anomenades “estancias cimarronas”. Això al seu torn, va provocar una baixa producció que, sumada al contraban, va causar una baixa recaptació.
Azara parla de l'existència del problema indígena. Aquests pobles amenaçarien a les noves poblacions que pretenguessin habitar la campanya. La solució a aquest problema és: el lliurament de terres als indígenes evangelitzats i l'evangelització dels indígenes pagans i posterior lliurament de terres, per civilitzar-los i fer-los sedentaris. Pretén legalitzar la possessió de terres que tenen les persones, per resoldre el problema dels grans latifundis.
Era necessària la població de la campanya, per això hom creu que és necessari el trasllat i aixecament de capelles rurals i escoles. S'accepta l'existència del contraban i la solució és la disminució de les taxes i impostos i creació de fires veïnals on els hisendats rurals puguin comerciar els seus bous a millor preu.